# Poropoea bohemica
Poropoea bohemica är en stekelart som beskrevs av Novicki 1936. Poropoea bohemica ingår i släktet Poropoea och familjen hårstrimsteklar. Inga underarter finns listade i Catalogue of Life.